# Gnamptogenys sulcata
Gnamptogenys sulcata é uma espécie de formiga do gênero Gnamptogenys.